# Кампо-Майор – Лейрія
Кампо-Майор – Лейрія – один з головних елементів газотранспортної системи Португалії.
У другій половині 1990-х через систему Магриб – Європа до Іспанії почав надходити природний газу алжирського походження. Частину цього ресурсу виділили для Португалії (що до того використовувала лише світильний газ, отриманий шляхом газифікації нафтопродуктів), для чого іспанський трубопровід Кордова – Бадахос сполучили зі спорудженим в 1997 році португальским газопроводом Кампо-Майор – Лейрія. Останній мав довжину 220 кілометрів та був виконаний в діаметрі 700 мм. 
У Лейрії ресурс можуть передавати до газопроводів Лейрія – Лісабон та Лейрія – Туй. Крім того, від хабу в Лейрії через перемичку початковим діаметром 700 мм живиться промисловий район Фігейра-да-Фош, де, зокрема, працює великий целюлозно-паперовий комбінат та ТЕС Ларес (з 2009-го). Також ресурс постачають на ТЕС Пегу, до газопроводу Монфорте — Гуарда — Коїмбра, а поблизу Лейрії діє єдине в країні підземне сховище газу Карріку.
В 2003-му став до ладу португальский термінал для імпорту зрідженого природного газу у Сінеші, після чого до Лейрії стало можливо подавати ресурс з півдня, через реверсований газопровід Лейрія – Лісабон.[неавторитетне джерело]